# ČSD M 251.201 und 202
Die ČSD-Baureihe M 251.2 war ein vierachsiger Dieseltriebwagen für den Regional- und Eilzugverkehr der einstigen Tschechoslowakischen Staatsbahn (ČSD). Die Fahrzeuge werden als Urform der Blauen Pfeile (Memento vom 27. Februar 2011 im Internet Archive) bezeichnet. Bei ihnen ergab sich zum ersten Mal die für die von Královopolská in Brno typische Bauweise, die mit den Triebwagen der Reihe M 120.5, M 273.0 und M 284.1 in den folgenden Jahren auf den Gleisen der ČSD zu sehen waren.

## Geschichte
Bei Královopolská in Brno wurden ab 1930 4-achsige Triebwagen mit einer Länge von fast 20 m und zwei Motoren gefertigt. Die ersten Fahrzeuge folgten noch dem Grundriss 4-achsiger Schnellzugwagen mit eingezogenen Türen und eingeengter Spitze. Auf dem Dach war der Kühler von dem Motor angeordnet. Später wurde dann die Fahrerkabine auch noch eingeengt und der Kühler auf die Fahrzeugseite untergebracht. Nachdem das Dach abgeflacht wurde und die Federung auf die von Post- und Dienstwagen umgeändert wurde, war mit diesen beiden Fahrzeugen der Prototyp der blauen Pfeile fertiggestellt.

## Technische Merkmale

Prinzip der Leistungsübertragung nach dem System BBC

Die Triebwagen waren angetrieben von 2 8-Zylinder-Dieselmotoren, die, mit dem Generator verbunden, je in einem  Drehgestell lagerten. Über die Motorherkunft und -daten ist aus der Literatur lediglich zu entnehmen, dass es Motoren eigener Konstruktionen waren, die durch Leistungssteigerung aus denen der Reihe M 221.3 entstanden. Die elektrische Leistungsübertragung war nach dem System BBC und war in der anderen Achse des Drehgestells als Tatzlagerfahrmotor realisiert.
Das Abteil für die Fahrgäste hatte ein Fassungsvermögen von 81 Sitzplätzen in 2 Großraumabteilen und war beheizt mit dem Kühlwasser des Verbrennungsmotors. Die genaue Anordnung des Wagengrundrisses siehe die beigelegte Skizze.

## Einsatz
Über die Einsatzstrecken der blauen Pfeile siehe ČSD-Baureihe M 274.0. Die Triebwagen der Reihe M 251.2 waren bevorzugt auf der Strecke Brno – Prag eingesetzt und benötigte für diese 254 km lange Strecke 3 Stunden 10 Minuten. Auch auf der Strecke von Prag nach Pilsen liefen die Fahrzeuge. Nach 1938 wurden sie bei Cheb bei der Reichsbahn eingesetzt. Über die Stationierungen siehe Weblinks. Nach 1945 wurden beide Fahrzeuge zu Beiwagen umgebaut und waren einige Jahre im Personenverkehr im Einsatz. Danach wurden sie zu Sonderfahrzeuge umgebaut und wurden um 1977 verschrottet.